# Havets djup
Havets djup är en roman av den svenska författaren Annika Thor. Den utgavs första gången på Bonnier Carlsens förlag 1998.

## Handling
Boken är den tredje i en serie som handlar om de judiska systrarna Steffi och Nelli som under andra världskriget kommer som flyktingar till en ö i den bohuslänska skärgården. De första delarna heter En ö i havet och Näckrosdammen. I snart fyra år har Wienflickorna Steffi och hennes lillasyster Nelli varit i Sverige. Steffi går i läroverket i Göteborg, Nelli är kvar hos sin fosterfamilj. Steffi är snart sexton, på väg att bli vuxen. Hela livet ligger framför henne. Om bara kriget tog slut. Mitt i boken får man även veta att mamma har dött av tyfus i nazilägret. Havets djup är den tredje delen av fyra i Annika Thors rosade serie om systrarna Steffi och Nelli.

## De övriga böckerna i serien
- 1996 - En ö i havet
- 1997 - Näckrosdammen (bok)
- 1998 - Havets djup
- 1999 - Öppet hav